# Xã Dallas, Quận Marion, Iowa
Xã Dallas (tiếng Anh: Dallas Township) là một xã thuộc quận Marion, tiểu bang Iowa, Hoa Kỳ. Năm 2010, dân số của xã này là 1.671 người.